# MANPADS

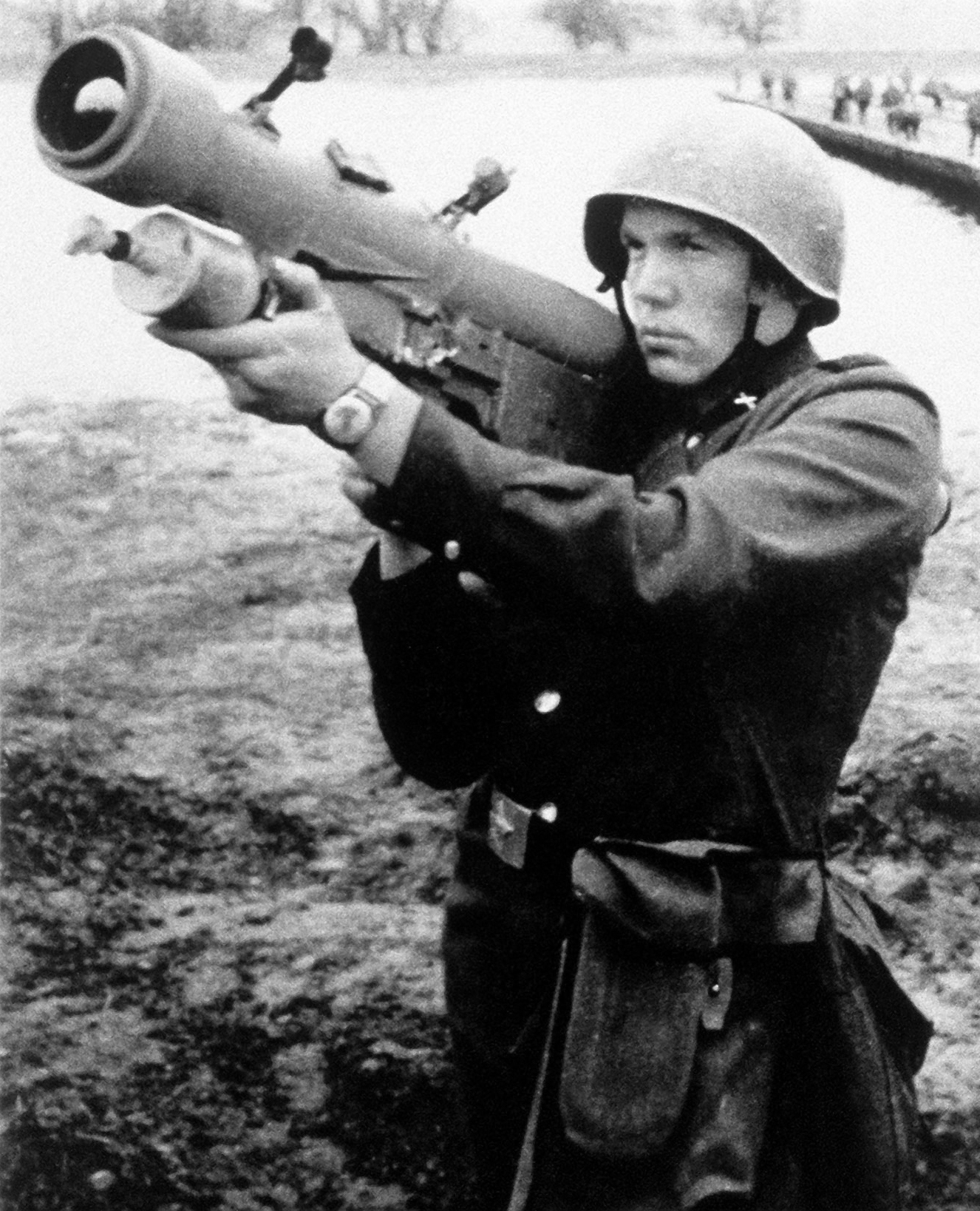
Sovětský systém SA-7.

Man-portable air-defense system, nebo zkráceně MANPADS je označení pro přenosný protiletadlový raketový komplet velmi krátkého dosahu, obvykle s infračerveným pasivním naváděním. V současné době se jedná o výzbroj pro jednoho muže s odpalem z ramene s dosahem až 8 km s pasivním infračerveným naváděním. Některé raketové komplety vyžadují dvoučlennou obsluhu. Systémy MANPADS jsou principem shodné s protitankovými zbraněmi (viz protitanková řízená střela), jako jsou například současný Carl Gustav M3 se zaměřením pro boj proti letecké technice.

## Historie
Jako první protiletadlový systém byl v roce 1945 navržen Fliegerfaust. Jednalo se o raketový systém, vystřelující skupinu neřízených raket. Prototyp se nakonec nedostal do sériové výroby.
Prvním sériově vyráběným protiletadlovým systémem se stal v květnu 1967 americký FIM-43 Redeye. Redeye začal být vyvíjen od roku 1959. První prototyp byl založen na elektronice a infračerveném čidle pro navádění ze střely AIM-9 Sidewinder. Název střely RedEye je mimochodem odvozen od infračerveného navádění. Problémy s vývojem a testování způsobily, že vývoj trval několik let. Pro účely testů a pro pozdější výcvik obsluh musela být vyvinuta neřízená raketa Atlantic Research MQR-16 Gunrunner. Po vyřešení technických problémů byla zahájena sériová výroba v omezeném množství kusů jako XM41 Redeye Block I. Postupně byly vyvinuty novější série až k finální verzi Redeye Block III z roku 1966 označené oficiálně jako XFIM-43C, která se dostala po testech následující rok do výroby.
Jako odezvu na vývoj střely Redeye reagoval v roce 1964 Sovětský svaz zahájením vývoje ekvivalentní střely 9K32 Strela-2, jež byla dokončena v roce 1968, kdy byla zahájena její sériová výroba.

## Přehled MANPADS
- 9K32 Strela-2
- 9K34 Strela-3
- 9K38 Igla
- FIM-43 Redeye
- FIM-92 Stinger
- Mistral
- Robotsystem 70